# Proxemică
Proxemica este domeniul care se ocupă cu limbajul distanțelor și se referă la semnificația distanței pe care fiecare persoană o păstrează, una față de cealaltă, sau față de animale sau de obiecte. Nevoia de spațiu personal variază, însă, de la o persoană la alta, de la o profesie la alta, de la un popor la altul și de la un context social la altul.
"Oamenii care trăiesc la țară, în spații mai largi, au nevoie de distanțe interpersonale mai mari și stau mai departe unii de alții decât orășenii. Japonezii, înghesuiți pe insule mici, în aglomerații urbane, reduc distanțele personale și se apropie mai mult unii de alții decât exponenții altor popoare." 
Conform unui studiu citat de Susan Quilliam, în Puerto Rico, două cunoștințe care petrec o oră împreună se ating în medie de 180 de ori. Spre deosebire de Puerto Rico, în Florida se ating o singură dată, iar în Londra deloc, pe parcursul unei ore. 
E. T.Hall, considerat părintele proxemicii, a propus conștientizarea jocului distanțelor interpersonale prin patru zone și distanțe interpersonale, cu semnificații cvasiuniversale pentru ființa umană: zona intimă, zona personală, zona socială și zona publică. 

### Zona intimă
Aceasta este zona în care pătrund numai persoanele care se bucură de privilegiul încrederii. În acest caz, nevoia de securitate este foarte ridicată, tocmai de aceea dacă unii invadează zona fără a cere permisiunea, moment în care se instalează iritabilitatea și sentimentul de amenințare. Experții împart zona intimă în două subzone: intimă apropiată (sexul și lupta) și intimă îndepărtată. 
În psihoterapia radiantă, atingerea și proximitatea dobândesc virtuți terapeutice. A fost impusă și o normă minimă de supraviețuire, cea de 4 îmbrățișări pe zi. Conform studiilor, atingerile epidermice duc la reducerea stresului, scăderea senzației de durere și îmbunătățirea sistemului imunitar.

### Zona personală
Această zonă începe acolo unde se sfârșește zona intimă, ca un al doilea înveliș invizibil al corpului. Este marcată de lungimea brațului întins, cu pumnul strâns. În cazul acestei zone, comunicarea orală devine dominantă, iar comunicarea vizuală focalizează în prim-plan chipul interlocutorului. Chiar dacă gradul de familiaritate rămâne ridicat, "doar soțul, soția, iubitul, iubita, copiii, prietenii și colegii apropiați pot locui convenabil aici".  
În Japonia, spațiul personal este mai restrâns, pentru că aceștia suportă mai bine aglomerația. În schimb, anglo-saxonii se propie cel mult până acolo unde s-ar putea atinge cu vârful degetelor dacă ar întinde mâinile. Românii discută comod și la cea mai mică distanță, până la încheietura mâinii. Arabii și negrii sunt cei mai dezinhibați, într-o discuție se apropie până la distanța cotului, zonă care poate fi considerată intimă, în alte culturi. 

### Zona socială
După cum îi spune și numele, este rezervată întâlnirilor și comunicărilor cu caracter social. Mai este considerată și distanța de la care ne putem adresa unui străin în noapte. În viața socială, este distanța impusă de ghișeu, masă, tejghea sau tarabă, între cetățean și funcționar. 

### Zona publică
În cazul acestei zone, comunicarea își pierde caracterul interpersonal, cât și pe cel social. Această distanță este păstrată, în cazul discursului oficial ceremonial, atunci când se are de-a face cu o prezență publică.
Chiar dacă încă n-a fost inventată o rețetă universală pentru distanța interpersonală ideală, există o regulă conform căreia distanța potrivită este aceea care ne permite comunicarea fără încălcarea teritoriilor personale și fără lezarea reciprocă, o distanță la care trebuie să știm când să ne oprim. 

Pentru a da o imagine sugestivă a jocului distanțelor dintre indivizii unei specii, profesorul Ștefan Prutianu a preluat povestea adevărată a unei mici comunități de porci spinoși din cartea Verei Birkenbihl și a ajuns la concluzia că animalele, la fel ca oamenii, într-un mod mai mult sau mai puțin conștient, resimt nevoia de spațiu individual, în interiorul căruia se simt în siguranță. Prutianu a scris că porcii spinoși, în iernile geroase, se adună în turme și, la început, se înghesuie unii în alții, căutând căldura celorlalte trupuri. Cu cât se apropie mai mult cu atât le este mai cald, dar țepii aspri încep să-i rănească. Pentru că îi doare și uneori le curge și sânge, încep să ia distanță, însă, atunci când s-au îndepărtat prea mult, gerul pătrunde în spațiile goale și îi îngheață din nou. Pentru a se încălzi, se apropie din nou, dar mai puțin decît prima dată. Treptat ajung să învețe distanța potrivită, aceea la care nu le este frig și nici nu se rănesc unii pe alții. Între oameni, la fel ca între aceste animale, efectul de apropiere-distanțare funcționează la fel: trebuie să se apropie atât cât să simtă căldura celor de lângă ei, dar nu mai mult, doar cât să nu invadeze spațiul intim și să rănească.